# Breathtaking
Breathtaking és una sèrie de televisió britànica de drama mèdic, escrita per Rachel Clarke, Jed Mercurio i Prasanna Puwanarajah, basada en les memòries homònimes de Clarke del 2021 sobre l'inici de la pandèmia de la COVID-19. És protagonitzada per Joanne Froggatt i va ser dirigida per Craig Viveiros. S'ha subtitulat al català.

## Sinopsi
La sèrie està ambientada en un hospital de ciutat i combina imatges de notícies dels primers mesos del 2020 amb el retrat de la consultora mèdica aguda, la doctora Abbey Henderson (Froggatt) i el personal mèdic de primera línia que intenta salvar la vida dels pacients amb coronavirus, a mesura que el virus comença a desbordar el Servei Nacional de Salut.

## Repartiment
- Joanne Froggatt com la doctora Abbey Henderson
- Bhav Joshi com el doctor Ant Vyas
- Donna Banya com a Emma Mutamba Irungu
- Joseph Charles com a Archie Williams
- Jodie McNee com la infermera Jules Jarman
- Stephanie Street com la doctora Joanne Alba
- Thom Petty com el doctor Neil Westland
- Naomi Denny com a Chantelle Gregory
- Afro Parise com el doctor Rossi
- Philip Arditti com el doctor Metin Ozkul
- Tamer Doghem com a Yussuf Ahmad
- Lucy Montgomery com a Clare Boxall
- George Georgiu com el doctor Huw Shelby
- Georgia Goodman com a Divina Aquino
- Christopher Hatherall com a Nick Henderson
- Henry Meredith com a Tommy Henderson
- Eleanore-Beatriz Viveiros com a Robyn Henderson
- Mark Dexter com el doctor Mike Prentiss
- Tammy Heath com a Alison Frampton
- Mary Woodvine com a Cressida Frost

## Producció
El 2021 es van publicar les memòries de Rachel Clarke estant a la primera línia de la pandèmia de la COVID-19. Mecurio i Puwanarajah van ajudar a adaptar el llibre per a la pantalla; tots tres són metges titulats. Puwanarajah va treballar amb Clarke com a professional mèdic i anteriorment havia treballat amb Mercurio en produccions de televisió. Craig Viveiros és director d'HTM Television, que produeix la sèrie juntament amb Northern Ireland Screen. Està produïda per Brian J. Falconer i Mercurio, Clarke i Puwanarajah en són els productors executius amb ITV Studios com a productora associada i distribuïdor internacional.

### Rodatge
El rodatge va tenir lloc a Belfast i es va acabar la primera meitat de 2023. Segons les notícies, Viveiros va utilitzar seqüències llargues i en temps real com a part del procés de rodatge per permetre que el públic s'hi "immergeixi".

## Emissió
La sèrie es va emetre al Regne Unit per ITV des del 19 de febrer de 2024. El 27 d'agost de 2024 es va incorporar a FilminCAT amb subtítols en català.

## Rebuda
Sean O'Grady de The Independent li va donar quatre de cinc estrelles. Lucy Mangan de The Guardian va atorgar al primer episodi tres estrelles de cada cinc.